# ريدلاندس (كاليفورنيا)
ريدلاندس (بالإنجليزية: Redlands)‏ هي إحدى مدن مقاطعة سان بيرناردينو، كاليفورنيا. تم إعطاءها لقب مدينة في 3 ديسمبر، 1888.

## التركيبة السكانية
حدّد مكتب تعداد الولايات المتحدة بيانات التركيبة السكانية لريدلاندس في تعداد الولايات المتحدة. في ما يلي، التركيبة السكانية حسب تعدادي 2000 و2010.

### تعداد عام 2000
بلغ عدد سكان ريدلاندس 63,591 نسمة بحسب تعداد عام 2000، وبلغ عدد الأسر 23,593 أسرة وعدد العائلات 16,027 عائلة مقيمة في المدينة. في حين سجلت الكثافة السكانية 677.4 نسمة لكل كيلومتر مربع (1,754.5/ميل2). وبلغ عدد الوحدات السكنية 24,790 وحدة بمتوسط كثافة قدره 264.1 لكل كيلومتر مربع (684.0/ميل2).
وتوزع التركيب العرقي للمدينة بنسبة 73.69% من البيض و4.31% من الأمريكيين الأفارقة و0.94% من الأمريكيين الأصليين و5.12% من الأمريكيين ذوي الأصول الآسيوية و0.23% من سكان جزر المحيط الهادئ و11.33% من الأعراق الأخرى و4.39% من عرقين مختلطين أو أكثر و24.07% من الهسبانيون أو اللاتينيون من أي عرق.
بلغ عدد الأسر 23,593 أسرة كانت نسبة 36.9% منها لديها أطفال تحت سن الثامنة عشر تعيش معهم، وبلغت نسبة الأزواج القاطنين مع بعضهم البعض 50.6% من أصل المجموع الكلي للأسر، ونسبة 13% من الأسر كان لديها معيلات من الإناث دون وجود شريك، بينما كانت نسبة 4.4% من الأسر لديها معيلون من الذكور دون وجود شريكة وكانت نسبة 32.1% من غير العائلات. تألفت نسبة 26% من أصل جميع الأسر من عدة أفراد يعيشون في نفس المنزل ونسبة 9.2% كانت تتألف من شخص يعيش بمفرده يبلغ من العمر 65 عاماً أو أكثر. وبلغ متوسط حجم الأسرة المعيشية 2.61، أما متوسط حجم العائلات فبلغ 3.18.
بلغ العمر الوسطي للسكان 35.1 عاماً. وكانت نسبة 26.1% من القاطنين تحت سن الثامنة عشر، وكانت نسبة 8.9% بين الثامنة عشر والرابعة والعشرين عاماً، ونسبة 27.8% كانت واقعةً في الفئة العمرية ما بين الخامسة والعشرين والرابعة والأربعين عاماً، ونسبة 22.5% كانت ما بين الخامسة والأربعين والرابعة والستين، ونسبة 11.7% كانت ضمن فئة الخامسة والستين عاماً فما فوق. يوجد لكل 100 أنثى 90.1 ذكر، ويوجد لكل 100 أنثى في الثامنة عشر من عمرها فما فوق 86.2 ذكر.
بلغ متوسط دخل الأسرة في المدينة 48,155 دولارًا، أما متوسط دخل العائلة فبلغ 56,254 دولارًا. وكان متوسط دخل الذكور 42,408 دولارًا مقابل 32,122 دولارًا للإناث. وسجل دخل الفرد الخاص بالمدينة 24,237 دولارًا. وكانت نسبة 7.7% من العائلات ونسبة 10.5% من السكان تحت خط الفقر، وكان من هؤلاء نسبة 14.9% تحت سن الثامنة عشر ونسبة 5.2% في الخامسة والستين من العمر وما فوق.

## معرض صور

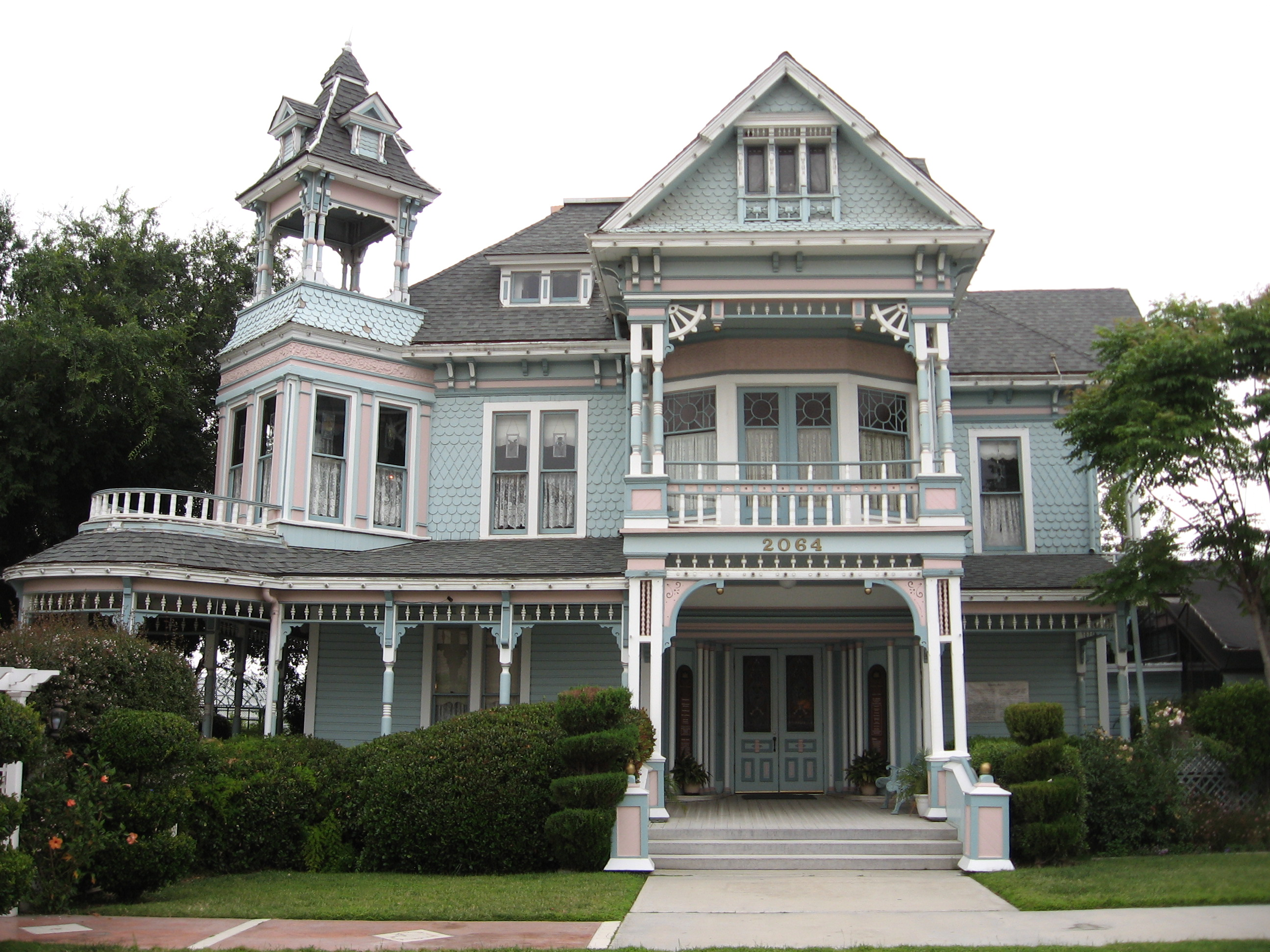
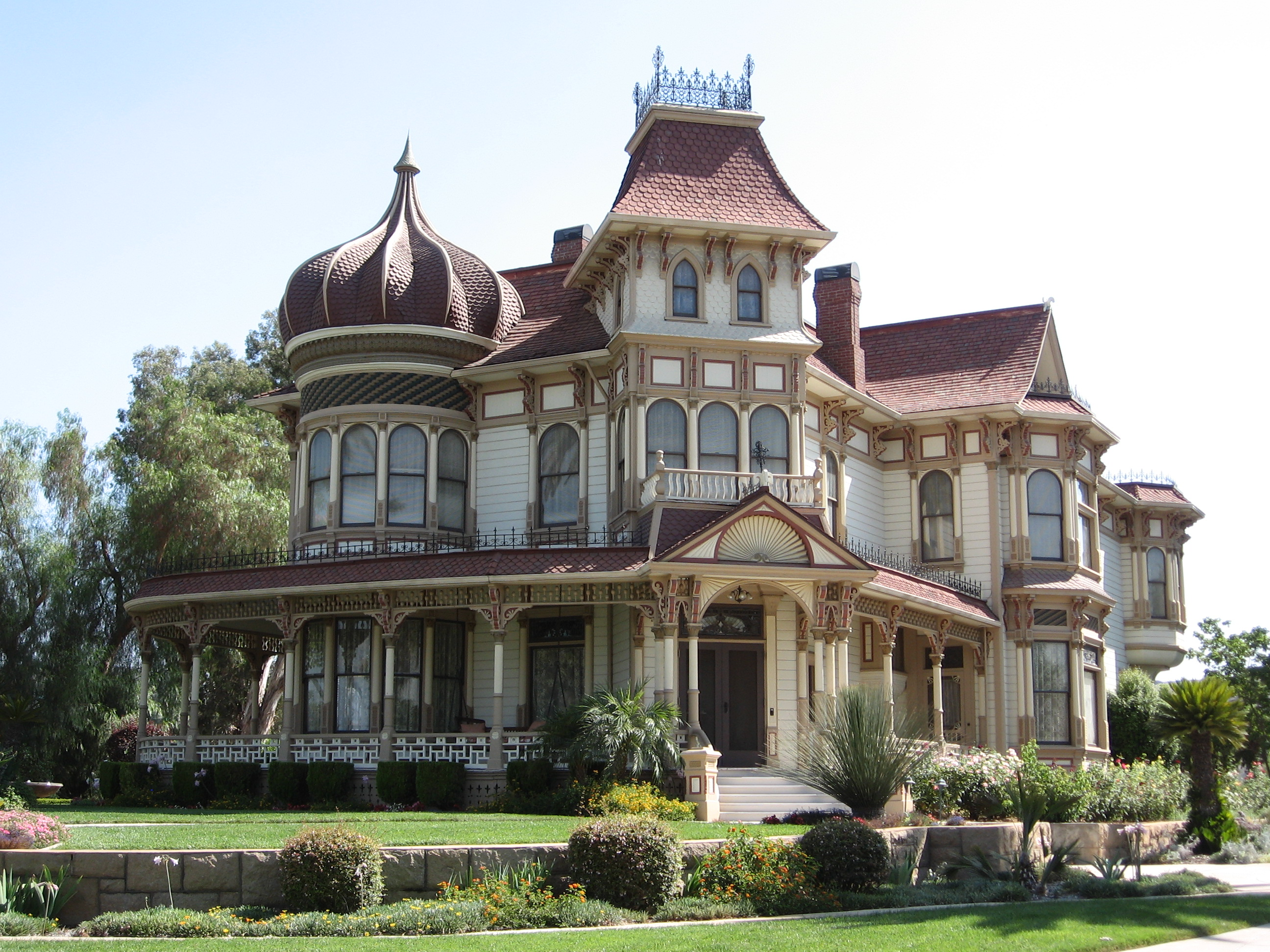
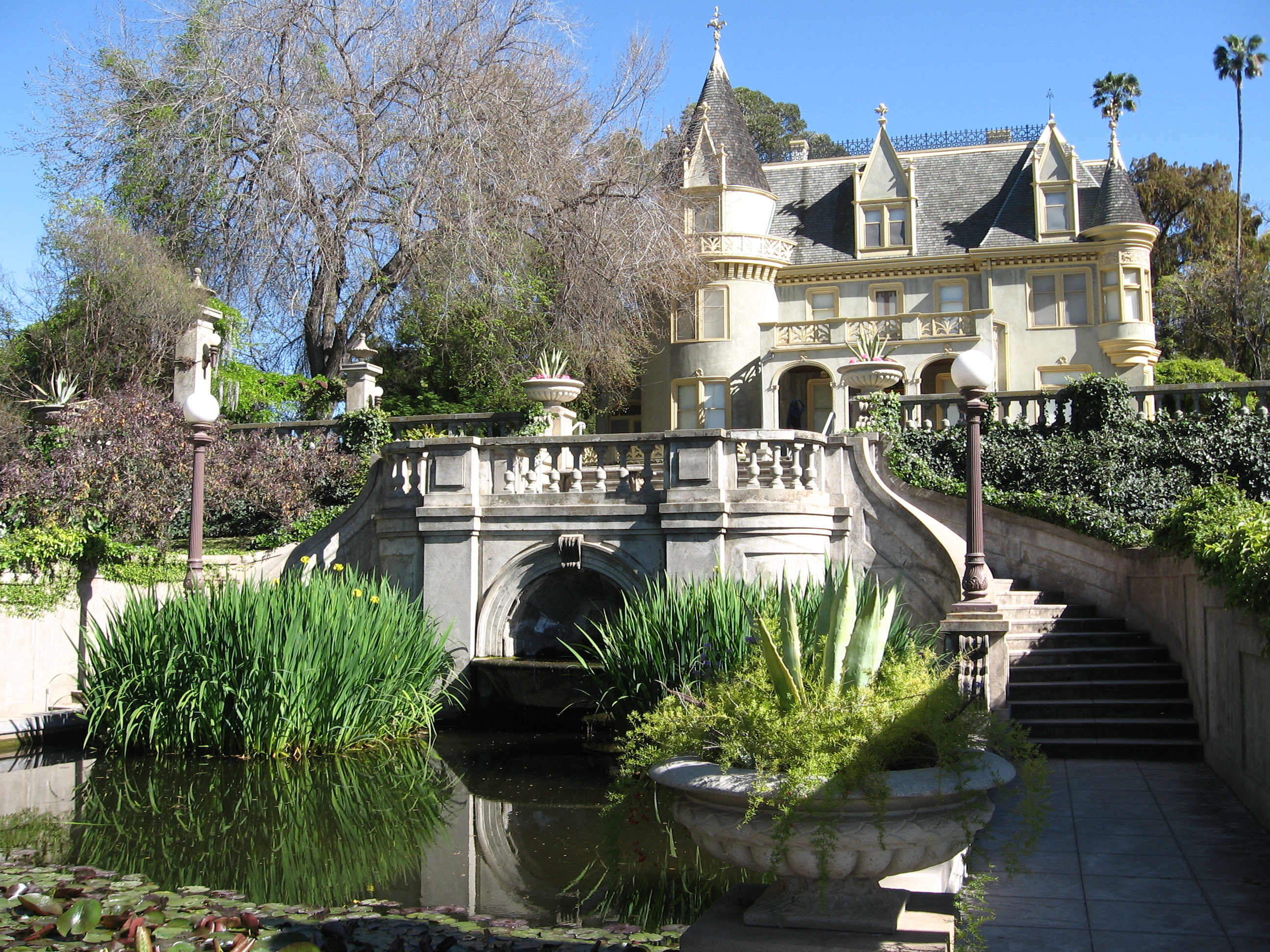

### تعداد عام 2010
بلغ عدد سكان ريدلاندس 68,747 نسمة بحسب تعداد عام 2010، وبلغ عدد الأسر 24,764 أسرة وعدد العائلات 17,062 عائلة مقيمة في المدينة. في حين سجلت الكثافة السكانية 732.4 نسمة لكل كيلومتر مربع (1,896.9/ميل2). وبلغ عدد الوحدات السكنية 26,634 وحدة بمتوسط كثافة قدره 283.7 لكل كيلومتر مربع (734.8/ميل2).
وتوزع التركيب العرقي للمدينة بنسبة 69.02% من البيض و5.18% من الأمريكيين الأفارقة و0.91% من الأمريكيين الأصليين و7.59% من الأمريكيين ذوي الأصول الآسيوية و0.34% من سكان جزر المحيط الهادئ و12.02% من الأعراق الأخرى و4.93% من عرقين مختلطين أو أكثر و30.27% من الهسبانيون أو اللاتينيون من أي عرق.
بلغ عدد الأسر 24,764 أسرة كانت نسبة 34.7% منها لديها أطفال تحت سن الثامنة عشر تعيش معهم، وبلغت نسبة الأزواج القاطنين مع بعضهم البعض 50% من أصل المجموع الكلي للأسر، ونسبة 13.7% من الأسر كان لديها معيلات من الإناث دون وجود شريك، بينما كانت نسبة 5.2% من الأسر لديها معيلون من الذكور دون وجود شريكة وكانت نسبة 31.1% من غير العائلات. تألفت نسبة 24.6% من أصل جميع الأسر من عدة أفراد يعيشون في نفس المنزل ونسبة 8.9% كانت تتألف من شخص يعيش بمفرده يبلغ من العمر 65 عاماً أو أكثر. وبلغ متوسط حجم الأسرة المعيشية 2.68، أما متوسط حجم العائلات فبلغ 3.21.
بلغ العمر الوسطي للسكان 36.2 عاماً. وكانت نسبة 23.7% من القاطنين تحت سن الثامنة عشر، وكانت نسبة 11.9% بين الثامنة عشر والرابعة والعشرين عاماً، ونسبة 25.3% كانت واقعةً في الفئة العمرية ما بين الخامسة والعشرين والرابعة والأربعين عاماً، ونسبة 26.1% كانت ما بين الخامسة والأربعين والرابعة والستين، ونسبة 13.1% كانت ضمن فئة الخامسة والستين عاماً فما فوق. وتوزع التركيب الجنسي للسكان بنسبة 47.6% ذكور و52.4% إناث.

## أعلام
- فرانك فورست
- نيل كامبل
- برون جيمس
- دبليو. لويد وارنر
- غلوريا هولدن
- ماركوس لي هانسن
- تشارلز كيندال آدامز
- جوردن روميرو
- آشلي أرغوتا
- فرانك د. جاكسون
- اريك بيربوينت